# St. Jakobus (Zwinge)

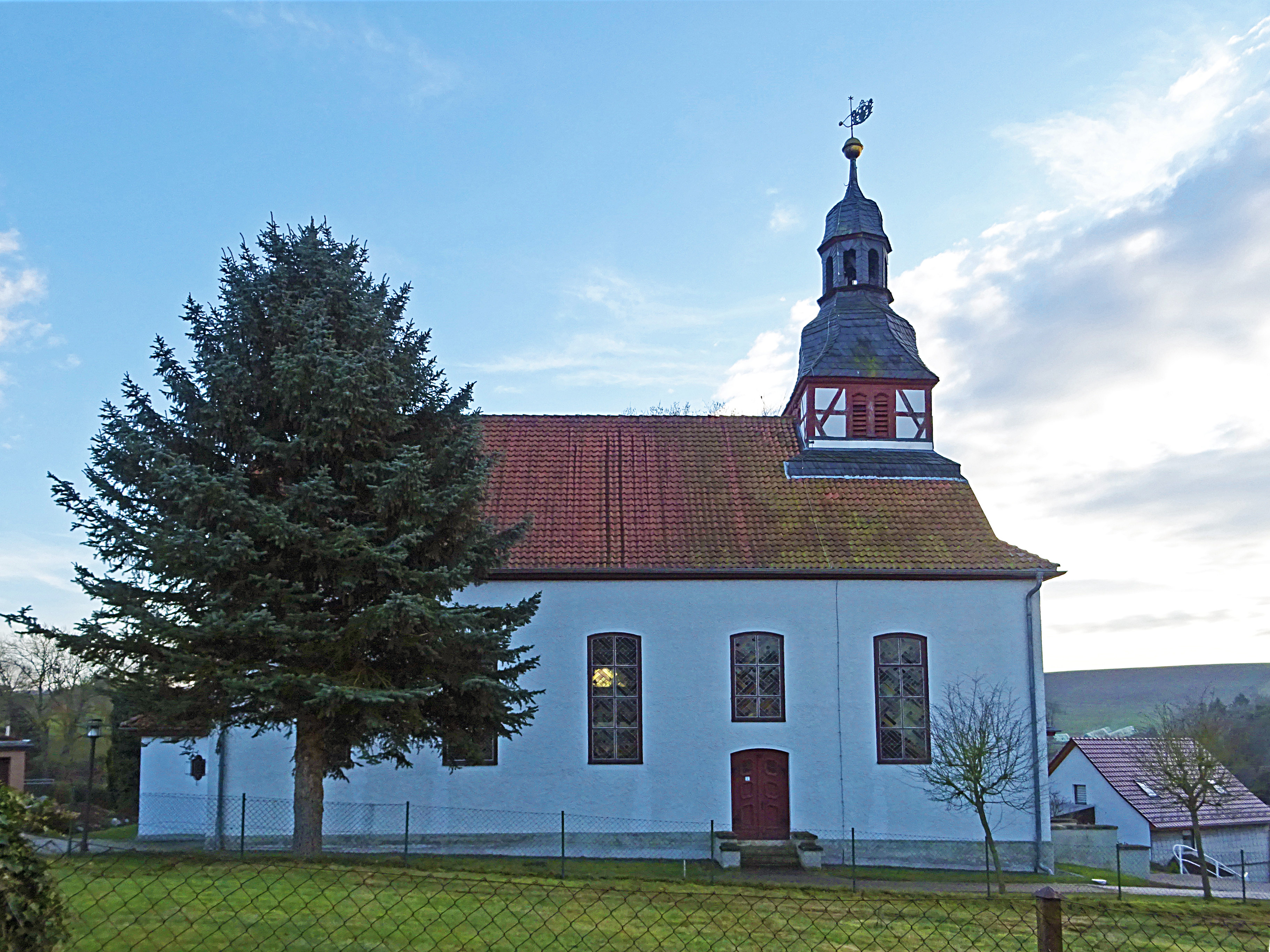
St. Jakobus

Die evangelische Dorfkirche St. Jakobus steht am südlichen Rande östlich der Dorfstraße und am nördlichen Fuß des Eichberges im Ortsteil Zwinge der Gemeinde Sonnenstein im Landkreis Eichsfeld in Thüringen.

## Geschichte
In der Literatur wurden bisher keine Hinweise zur urkundlichen Ersterwähnung gefunden. Es wurde jedoch berichtet, dass das Gotteshaus an der ehemaligen innerdeutschen Grenze nach der politischen Wende saniert werden musste und saniert worden ist, um die Mängel aus der Vernachlässigung in dieser Zeit zu beheben. Jetzt stellt sie sich deutlich sichtbar dar. 
Sie ist eine Fachwerkkirche mit beschiefertem Dachreiter und Turmuhr, Laterne, Helm, Knopf und symbolisierter Kreuzwetterfahne. Das Dach des Langhauses ist mit Dachziegeln gedeckt und die Fassade ist neu gestrichen. Das Gotteshaus schmiegt sich naturverbunden dem Umland vom Ellertal an.
Innen besitzt die Kirche eine kanzelartige auskragende Orgelempore.

## Das Denkmal
Vor dem Gotteshaus steht das Denkmal aus Sandstein für die gefallenen und vermissten Soldaten beider Weltkriege.

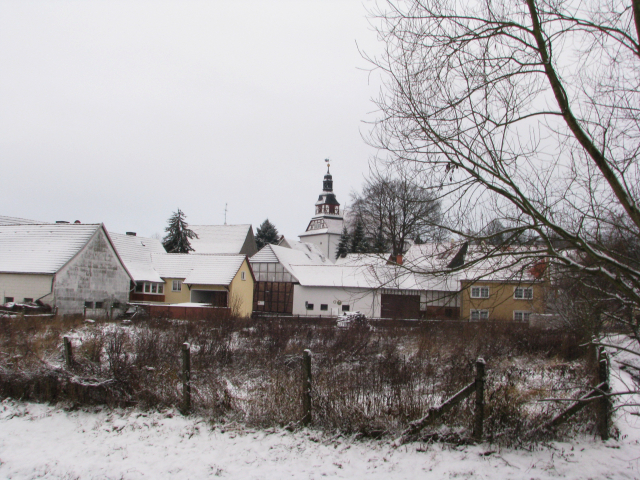
Die Kirche
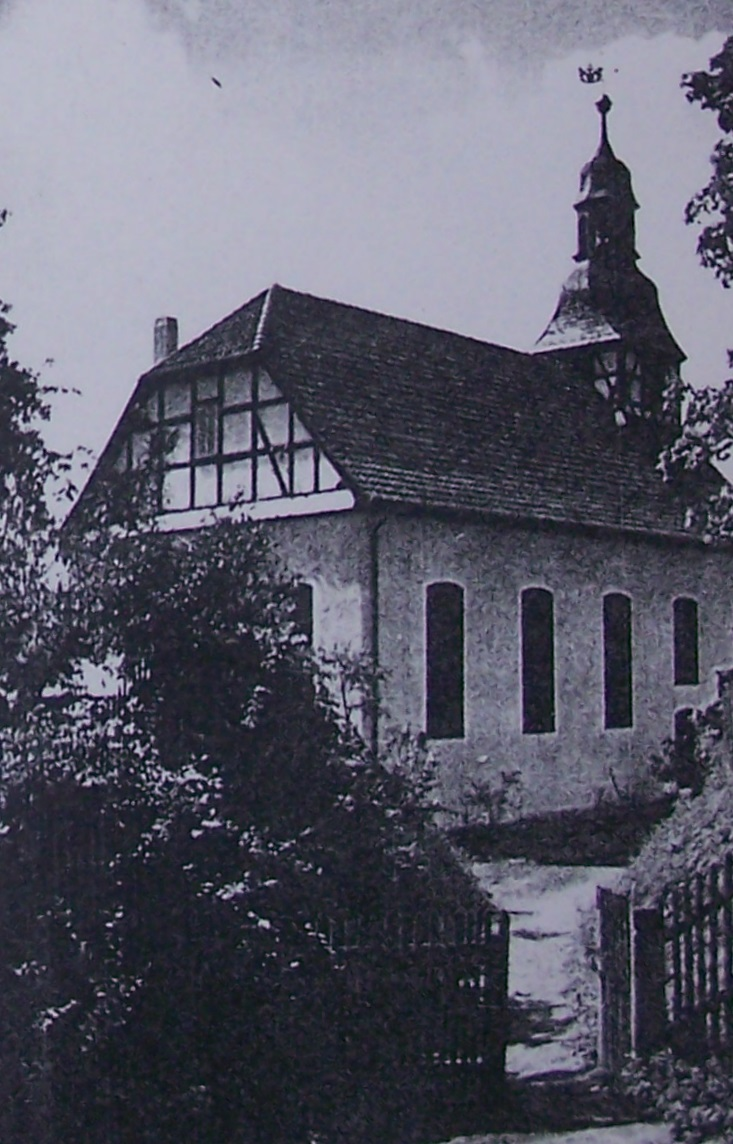
Kirchenschiff nach der grundlegenden Sanierung 1930
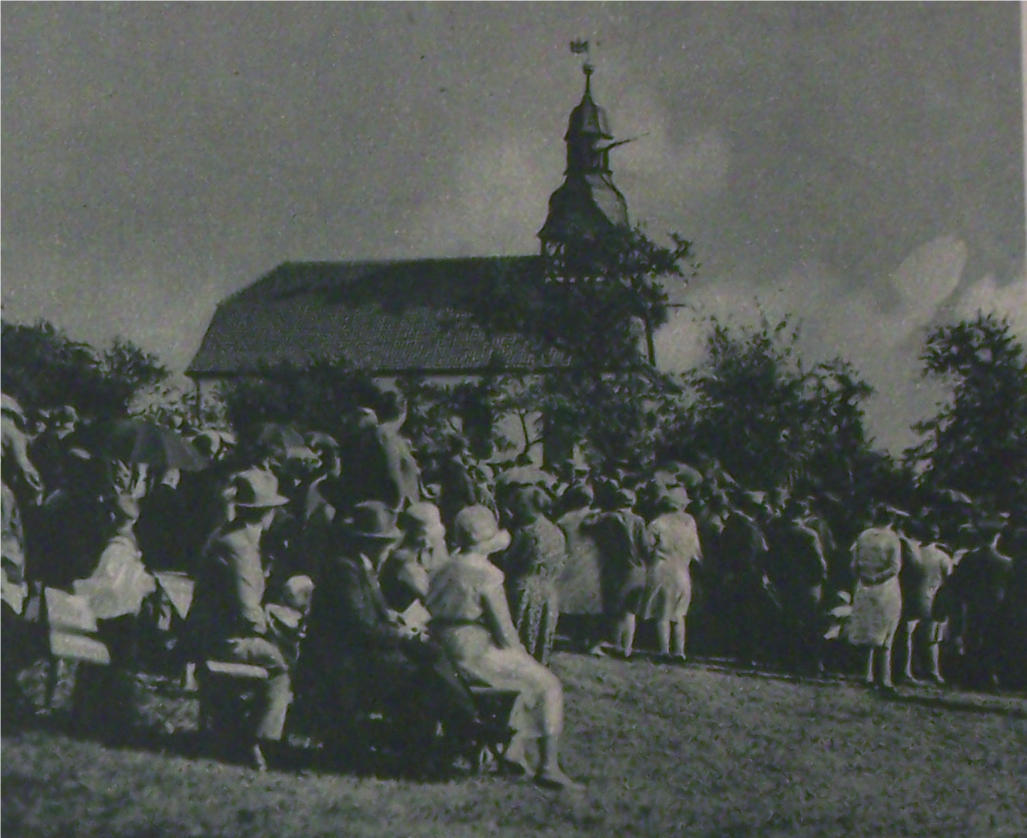
Kirchweihe der neuen Kirche am 27. Juli 1930 nach der grundlegenden Sanierung
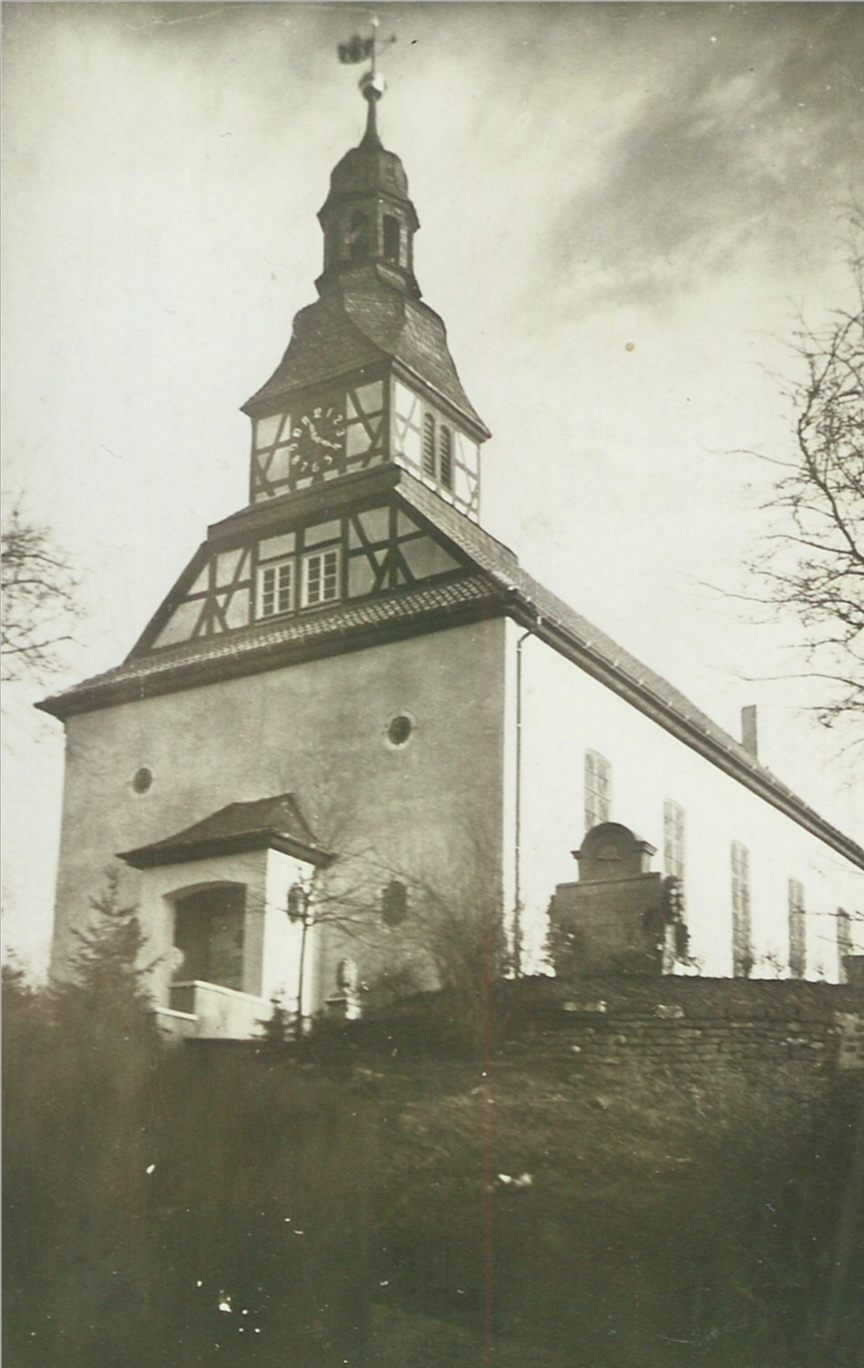
Kirche in Zwinge nach der grundlegenden Sanierung 1930
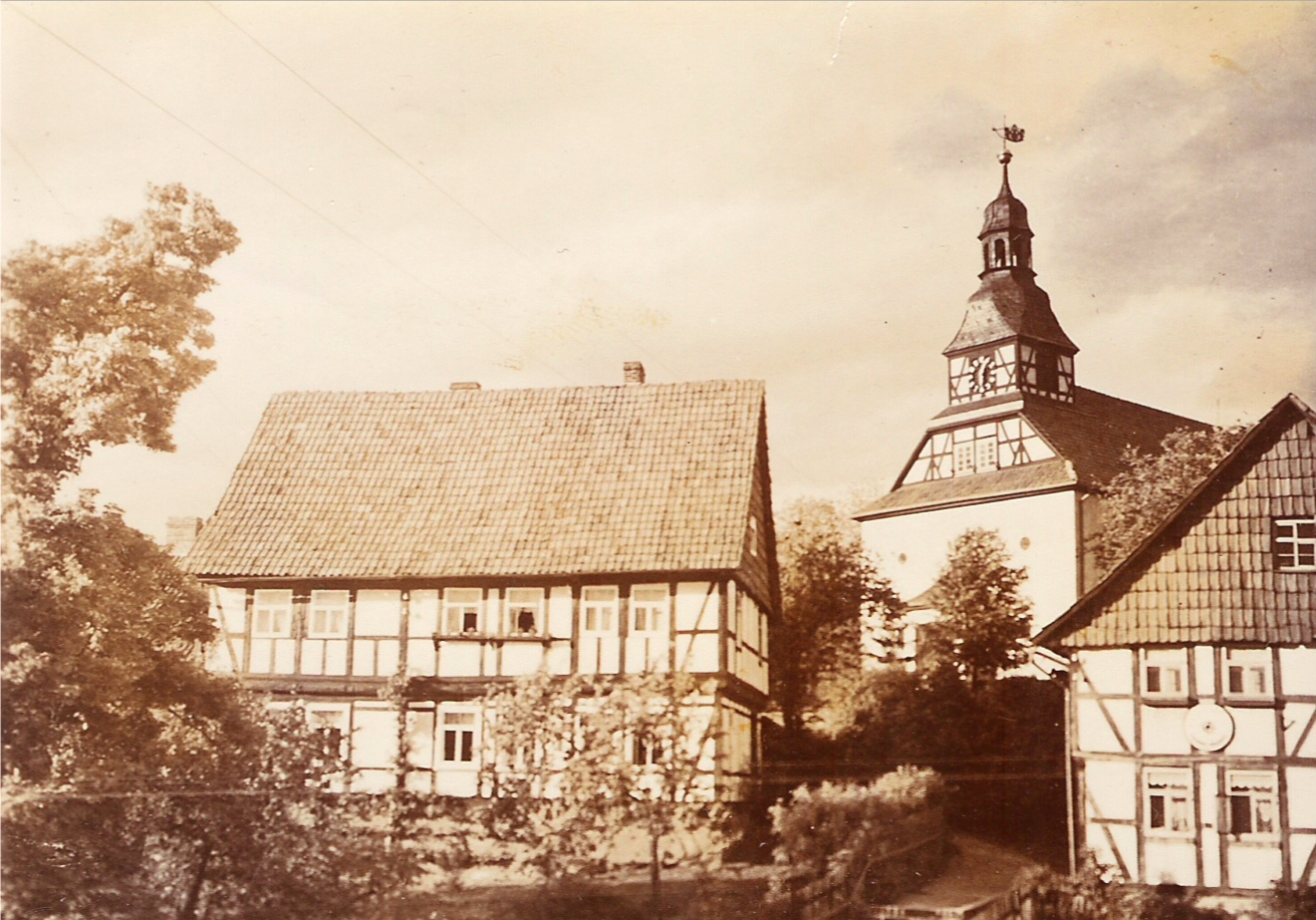
Pfarrhaus und neue Kirche Zwinge
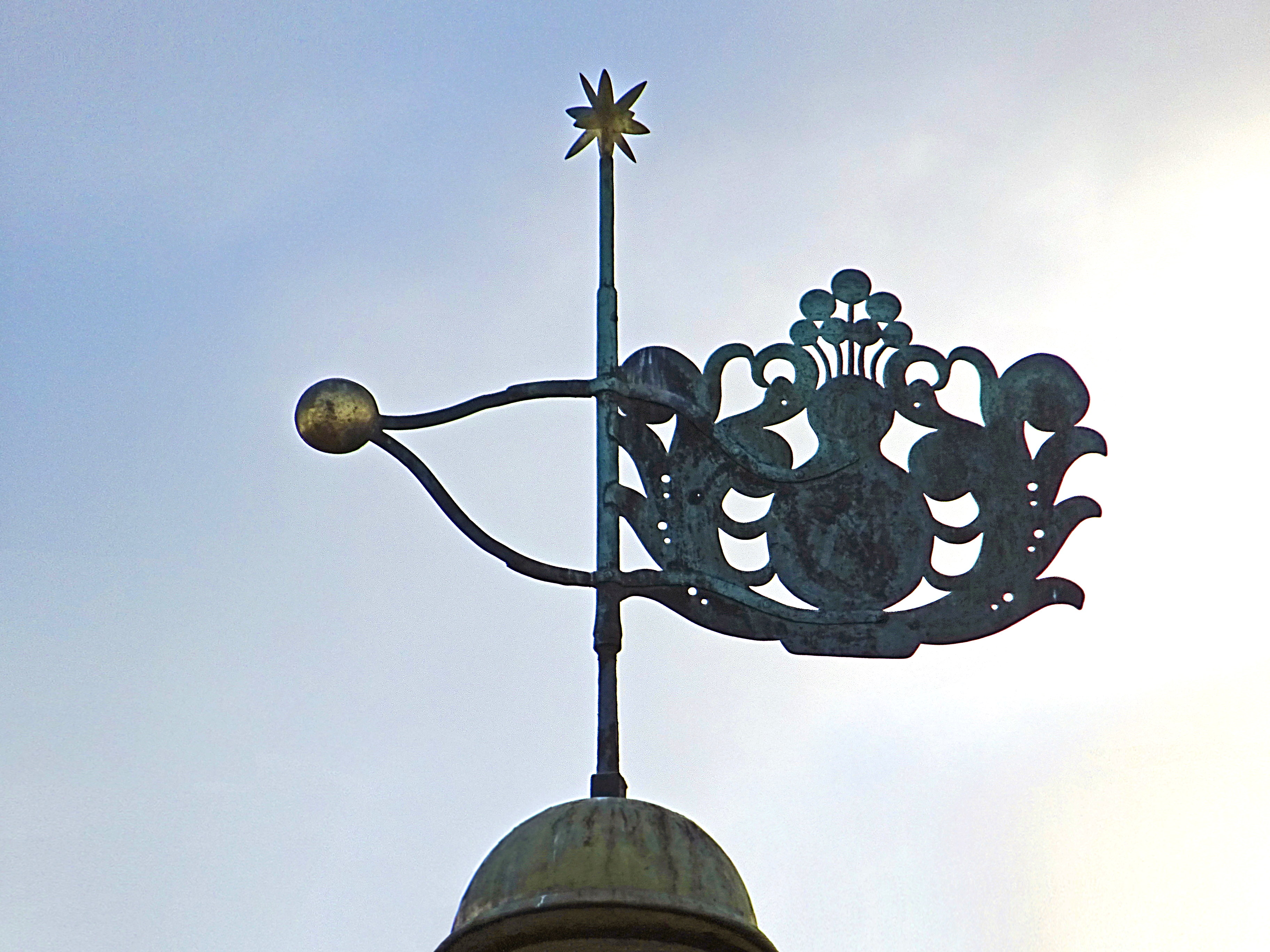
Wetterfahne